# Банске
Банске (слч. Banské) насељено је мјесто са административним статусом сеоске општине (слч. obec) у округу Вранов на Топлој, у Прешовском крају, Словачка Република.

## Становништво
| Година:    | 1994. | 2004.    | 2014.    | 2024.    |
| ---------- | ----- | -------- | -------- | -------- |
| Број људи: | 1355  | 1563     | 1811     | 2018     |
| Разлика:   |       | +15,35 % | +15,86 % | +11,43 % |

| Година:    | 2023. | 2024.   |
| ---------- | ----- | ------- |
| Број људи: | 1974  | 2018    |
| Разлика:   |       | +2,22 % |

Према подацима о броју становника из 2024. године насеље је имало 2018 становника.